# Prieto Diaz
Prieto Diaz è una municipalità di quinta classe delle Filippine, situata nella Provincia di Sorsogon, nella regione di Bicol.
Prieto Diaz è formata da 23 baranggay:
- Brillante (Pob.)
- Bulawan
- Calao
- Carayat
- Diamante
- Gogon
- Lupi
- Manlabong
- Maningcay De Oro
- Perlas
- Quidolog
- Rizal

- San Antonio
- San Fernando
- San Isidro
- San Juan
- San Rafael
- San Ramon
- Santa Lourdes
- Santo Domingo
- Talisayan
- Tupaz
- Ulag